# Saint-Germain-d'Ectot
Saint-Germain-d'Ectot és un municipi francès situat al departament de Calvados i a la regió de Normandia. L'any 2007 tenia 312 habitants.

## Demografia

### Població
El 2007 la població de fet de Saint-Germain-d'Ectot era de 312 persones. Hi havia 102 famílies de les quals 8 eren unipersonals (8 dones vivint soles i 8 dones vivint soles), 35 parelles sense fills, 55 parelles amb fills i 4 famílies monoparentals amb fills.
La població ha evolucionat segons el següent gràfic:
Habitants censats

### Habitatges
El 2007 hi havia 113 habitatges, 99 eren l'habitatge principal de la família, 10 eren segones residències i 5 estaven desocupats. Tots els 113 habitatges eren cases. Dels 99 habitatges principals, 82 estaven ocupats pels seus propietaris, 16 estaven llogats i ocupats pels llogaters i 1 estava cedit a títol gratuït; 3 tenien dues cambres, 14 en tenien tres, 21 en tenien quatre i 62 en tenien cinc o més. 82 habitatges disposaven pel capbaix d'una plaça de pàrquing. A 35 habitatges hi havia un automòbil i a 58 n'hi havia dos o més.

### Piràmide de població
La piràmide de població per edats i sexe el 2009 era:
| Homes | Edats   | Dones |
| ----- | ------- | ----- |
| 0     | 95 o +  | 0     |
| 0     | 90 a 94 | 0     |
| 0     | 85 a 89 | 4     |
| 8     | 80 a 84 | 12    |
| 8     | 75 a 79 | 4     |
| 0     | 70 a 74 | 0     |
| 8     | 65 a 69 | 4     |
| 4     | 60 a 64 | 4     |
| 4     | 55 a 59 | 16    |
| 4     | 50 a 54 | 0     |
| 4     | 45 a 49 | 8     |
| 12    | 40 a 44 | 12    |
| 12    | 35 a 39 | 20    |
| 4     | 30 a 34 | 4     |
| 8     | 25 a 29 | 16    |
| 4     | 20 a 24 | 4     |
| 8     | 15 a 19 | 20    |
| 0     | 10 a 14 | 12    |
| 8     | 5 a 9   | 24    |
| 4     | 0 a 4   | 12    |

## Economia
El 2007 la població en edat de treballar era de 196 persones, 151 eren actives i 45 eren inactives. De les 151 persones actives 135 estaven ocupades (70 homes i 65 dones) i 16 estaven aturades (6 homes i 10 dones). De les 45 persones inactives 7 estaven jubilades, 21 estaven estudiant i 17 estaven classificades com a «altres inactius».

### Ingressos
El 2009 a Saint-Germain-d'Ectot hi havia 102 unitats fiscals que integraven 316,5 persones, la mediana anual d'ingressos fiscals per persona era de 15.242 €.

### Activitats econòmiques
Dels 5 establiments que hi havia el 2007, 1 era d'una empresa de construcció, 2 d'empreses de comerç i reparació d'automòbils, 1 d'una empresa financera i 1 d'una empresa immobiliària.
Dels 2 establiments de servei als particulars que hi havia el 2009, 1 era un paleta i 1 agència immobiliària.
L'any 2000 a Saint-Germain-d'Ectot hi havia 7 explotacions agrícoles.

## Equipaments sanitaris i escolars
El 2009 hi havia una escola maternal integrada dins d'un grup escolar amb les comunes properes formant una escola dispersa.

## Poblacions més properes
El següent diagrama mostra les poblacions més properes.